# Medveczky Ádám
Medveczky Ádám (Budapest, 1941. július 15. –) Kossuth-díjas magyar karmester, a Magyar Állami Operaház és a MATÁV Szimfonikusok egykori zeneigazgatója, majd a Győri Filharmonikusok első karmestere volt. A Operaház rendszeresen visszahívott vendégkarmestere.

## Élete és munkássága
Édesanyja az operaház korrepetitora volt, édesapját  négyéves korában elveszítette, nevelőapja Katona Lajos, az operaház magánénekese lett. Gyerekkorában zongorázni tanult, majd 1955-től a Bartók Béla Zeneművészeti Szakközépiskola növendékeként folytatta zenei tanulmányait, az ütőhangszer tanszéken. A középiskola elvégzése után felvételt nyert a Liszt Ferenc Zeneművészeti Egyetemre. Itt a karmesterképzőben és a zeneelmélet szakon Kórodi András volt a mestere. Közben 1960–1969 között a Magyar Állami Hangversenyzenekar szólamvezető üstdobosaként is működött. Ezután a Magyar Állami Operaház korrepetitora lett. 1971-ben Olaszországban képezte tovább magát, ahol elvégezte Franco Ferrara mesterkurzusát.
1974-ben elnyerte a Magyar Televízió első alkalommal megrendezett karmesterversenyének második díját, ami országszerte ismertté tette a nevét. Még ebben az évben a Liszt Ferenc Zeneművészeti Egyetem adjunktusa lett, az intézményben eleinte a zenekari gyakorlatok vezetője volt. 1974-ben kezdte meg karmesteri működését a Magyar Állami Operaházban, elsőként a Così fan tuttét vezényelve. 1976-ban Liszt Ferenc-díjjal tüntették ki. 1982-ben a zeneakadémia Magánének és Zongora tanszékének tanára lett. 1987-ben kinevezték a Magyar Posta Szimfonikus Zenekara (később MATÁV Szimfonikusok) zeneigazgatójának, ezt a pozíciót 1996-ig töltötte be. Közben egy rövid ideig a Magyar Állami Operaház főzeneigazgatójaként is működött, 1990–1993 között. 1997-ben a Győri Filharmonikusok első karmestere lett.
Tanít a Zeneművészeti Egyetemen, e tevékenysége mind az operához kapcsolódik. Az ének tanszakon az operaénekes-jelölteknek tart szerepgyakorlatot, a korrepetitor szakon operakorrepetálást, a karmester szakon operavezénylést és operatörténetet, oratórium–daltörténetet, műismeretet oktat. 2000 és 2007 között nyaranta nemzetközi zenei tábort vezetett az Enesén, illetve ezzel egy időben három éven keresztül rendszeresen tartott előadásokat a Bocskai István Szabadegyetemen is. Mindeközben rendszeresen dirigálta a Magyar Állami Operaház különböző operaelőadásait.
Az operaházban a Così fant tutte után a Don Giovannit, majd a Karamazov testvérek című balettet, illetve a Tannhäusert és a Traviátát vezényelte el. Az évek során számos kortárs magyar opera ősbemutatóját is eldirigálta. Közel hetven opera szerepel repertoárjában (az említetteken kívül többek között a Rigoletto, A végzet hatalma, A Rajna kincse, Rossini Mózese, a Faust, a Jancsi és Juliska, a Hunyadi László és több Puccini-opera is). Vendégkarmesterként Európa valamennyi országában megfordult, de több alkalommal fellépett az Amerikai Egyesült Államokban, Venezuelában, Japánban és Thaiföldön is. Karmesterként, az operaelőadások dirigálása mellett, végigvezényelte a szimfonikus zeneirodalom jelentős részét.
2006-ban a MIÉP–Jobbik országgyűlési képviselőjelöltje volt.

### Családja
Öt gyermeke van. Felesége Csányi Valéria karmester. Egyik fia, Medveczky Szabolcs szintén karmester, korrepetitor. Másik fia, Medveczky Attila Máté (1974) művelődésszervező, szélsőjobboldali politikai aktivista. Legkisebb fia, Medveczky Balázs színművész.

## Könyvei
- És mégis megszólal a pálca. Medveczky Ádámmal beszélget Simon Erika; Kairosz, Budapest, 2012 (Miért hiszek?)
- Csúri Ákos: Megszólal a néma pálca. Beszélgetések Medveczky Ádámmal; Magyar Állami Operaház, Budapest, 2016 (Az Operaház örökös tagjai)

## Díjai, kitüntetései
- Magyar Televízió I. nemzetközi karmesterverseny –  II. helyezés (1974)
- Liszt Ferenc-díj (1976)
- Érdemes művész (1988)
- Artisjus-díj (2000)[5]
- Komor Vilmos-emlékplakett (2002)
- Terézváros díszpolgára (2002)
- Bartók–Pásztory-díj (2003)
- A Magyar Állami Operaház örökös tagja (2004)
- Budapestért díj (2004)[6]
- Alternatív Kossuth-díj (2008)
- Kossuth-díj (2011)
- A Magyar Állami Operaház Mesterművésze (2011)
- Prima Primissima díj (2016)
- A Magyar Érdemrend középkeresztje (2018)[7]